# Han-sur-Meuse
Pour les articles homonymes, voir Han.
Han-sur-Meuse est une commune française située dans le département de la Meuse, en région Grand Est.

## Géographie
La commune fait partie du parc naturel régional de Lorraine.
| Bislée         | Saint-Mihiel   | Saint-Mihiel   |
| Bislée         | Han-sur-Meuse  | Saint-Mihiel   |
| Kœur-la-Petite | Kœur-la-Petite | Pont-sur-Meuse |

### Hydrographie
La commune est dans le bassin versant de la Meuse au sein du bassin Rhin-Meuse. Elle est drainée par la Meuse et le canal de l'Est Branche-Nord,.
La Meuse, d'une longueur de 486 km dans sa partie française, est un fleuve européen qui prend sa source en France, dans la commune du Châtelet-sur-Meuse, à 409 mètres d'altitude, et se jette dans la mer du Nord après un cours long d'approximativement 950 kilomètres traversant la France, la Belgique et les Pays-Bas. Les caractéristiques hydrologiques de la Meuse sont données par la station hydrologique située sur la commune de Saint-Mihiel. Le débit moyen mensuel est de 30,2 m3/s. Le débit moyen journalier maximum est de 530 m3/s, atteint lors de la crue du 11 avril 1983. Le débit instantané maximal est quant à lui de 658 m3/s, atteint le 31 décembre 2001.
Le canal de l'Est Branche-Nord, d'une longueur de 141 km, est un chenal et un cours d'eau naturel navigable qui relie Givet à Troussey, où il rejoint le canal de la Marne au Rhin. 

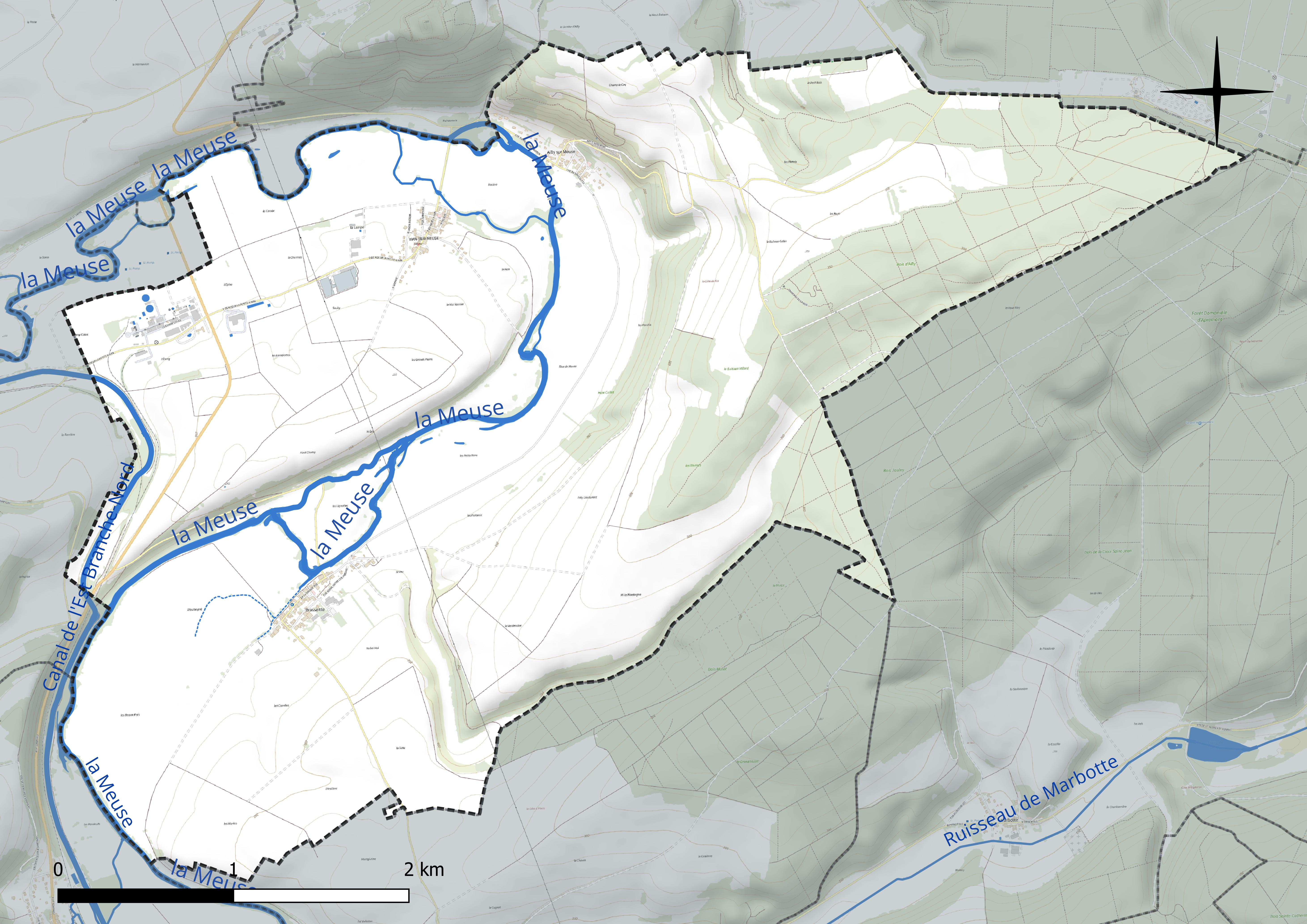
Réseau hydrographique de Han-sur-Meuse.

### Climat
Pour des articles plus généraux, voir Climat du Grand Est et Climat de la Meuse.
En 2010, le climat de la commune est de type climat de montagne, selon une étude du Centre national de la recherche scientifique s'appuyant sur une série de données couvrant la période 1971-2000. En 2020, Météo-France publie une typologie des climats de la France métropolitaine dans laquelle la commune est exposée à un climat océanique altéré et est dans la région climatique  Lorraine, plateau de Langres, Morvan, caractérisée par un hiver rude (1,5 °C), des vents modérés et des brouillards fréquents en automne et hiver. 
Pour la période 1971-2000, la température annuelle moyenne est de 9,6 °C, avec une amplitude thermique annuelle de 15,9 °C. Le cumul annuel moyen de précipitations est de 1 008 mm, avec 13,8 jours de précipitations en janvier et 9,6 jours en juillet. Pour la période 1991-2020, la température moyenne annuelle observée sur la station météorologique de Météo-France la plus proche, « Erneville aux Bois_sapc », sur la commune d'Erneville-aux-Bois à 16 km à vol d'oiseau, est de 9,9 °C et le cumul annuel moyen de précipitations est de 1 021,5 mm. 
La température maximale relevée sur cette station est de 39,4 °C, atteinte le 25 juillet 2019 ; la température minimale est de −24,2 °C, atteinte le 18 février 1956,,. 
Les paramètres climatiques de la commune ont été estimés pour le milieu du siècle (2041-2070) selon différents scénarios d'émission de gaz à effet de serre à partir des nouvelles projections climatiques de référence DRIAS-2020. Ils sont consultables sur un site dédié publié par Météo-France en novembre 2022.

## Urbanisme

### Typologie
Au 1er janvier 2024, Han-sur-Meuse est catégorisée commune rurale à habitat dispersé, selon la nouvelle grille communale de densité à sept niveaux définie par l'Insee en 2022.
Elle est située hors unité urbaine. Par ailleurs la commune fait partie de l'aire d'attraction de Saint-Mihiel, dont elle est une commune de la couronne,. Cette aire, qui regroupe 17 communes, est catégorisée dans les aires de moins de 50 000 habitants,.

### Occupation des sols
L'occupation des sols de la commune, telle qu'elle ressort de la base de données européenne d’occupation biophysique des sols Corine Land Cover (CLC), est marquée par l'importance des territoires agricoles (74,8 % en 2018), une proportion identique à celle de 1990 (74,8 %). La répartition détaillée en 2018 est la suivante : 
terres arables (39,2 %), prairies (22,9 %), forêts (21,5 %), zones agricoles hétérogènes (12,8 %), milieux à végétation arbustive et/ou herbacée (3,7 %). L'évolution de l’occupation des sols de la commune et de ses infrastructures peut être observée sur les différentes représentations cartographiques du territoire : la carte de Cassini (XVIIIe siècle), la carte d'état-major (1820-1866) et les cartes ou photos aériennes de l'IGN pour la période actuelle (1950 à aujourd'hui).

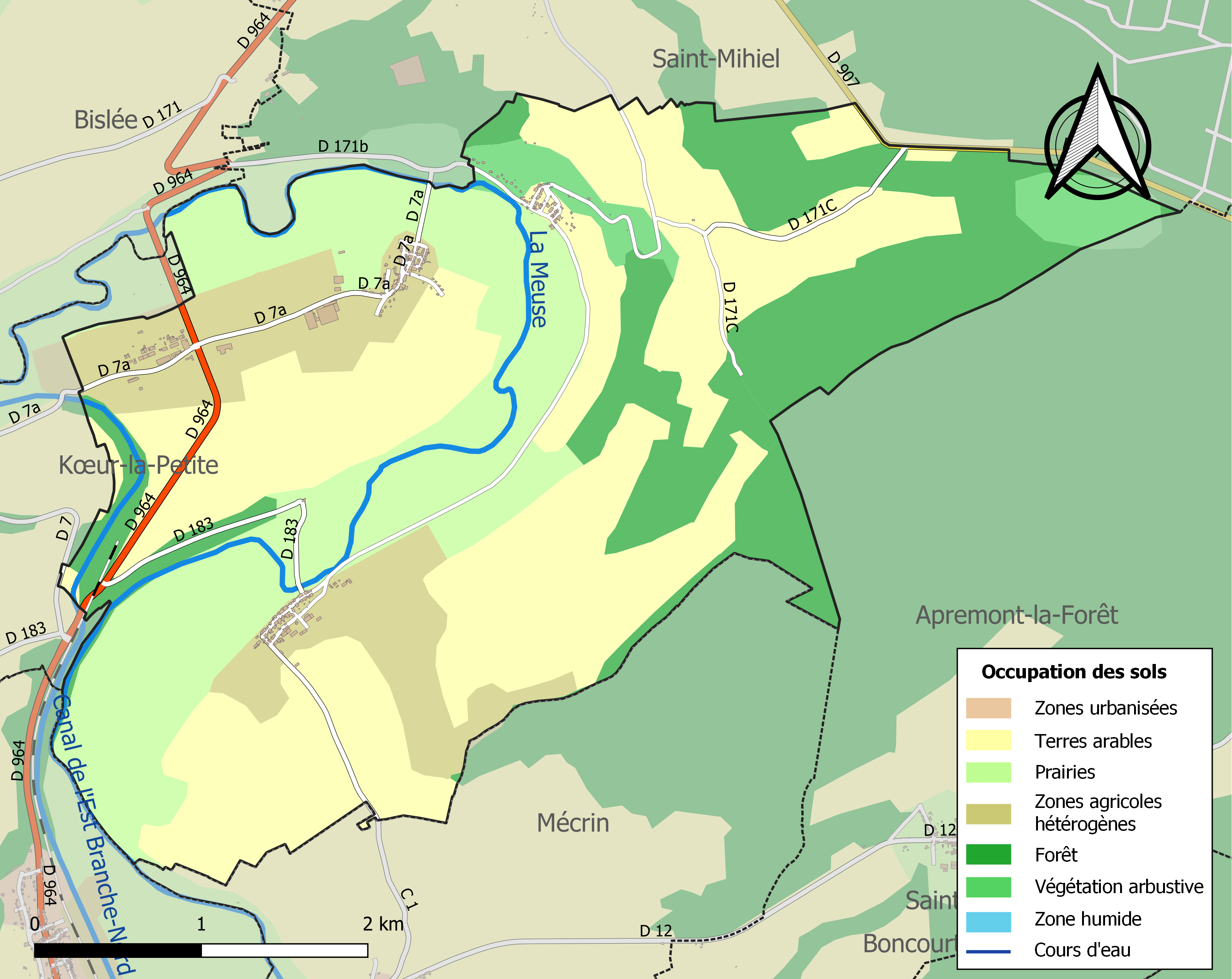
Carte des infrastructures et de l'occupation des sols de la commune en 2018 (CLC).

## Toponymie
Le nom de la localité est attesté sous les formes Haum (1106) ; Hamum-supra-Mozam (1135) ; Ham (1221) ; Han-sur-Meuze (1571) ; Hamnum (1738) ; Hamnus (1749).

De l'oïl ham « hameau », du germanique hamm : « village dans un méandre » de la Meuse, Maas ; en wallon, Moûse ; en latin Mosa est un fleuve européen qui prend sa source en France et se jette dans la mer du Nord après un cours traversant la France, la Belgique et les Pays-Bas.

## Histoire
Le 1er janvier 1973, Han-sur-Meuse fusionne avec Ailly-sur-Meuse et Brasseitte sous le régime de la fusion association.

## Politique et administration
| Période                                  | Période      | Identité                                              | Étiquette | Qualité                  |
| ---------------------------------------- | ------------ | ----------------------------------------------------- | --------- | ------------------------ |
| 1800                                     | 1808         | Joseph François Deny                                  |           |                          |
| 1808                                     | 1840         | Nicolas Hubert Blanchard                              |           |                          |
| 1840                                     | juillet 1848 | Jean-Baptiste Renard                                  |           |                          |
| juillet 1848                             | octobre 1871 | François Deny                                         |           |                          |
| octobre 1871                             | mai 1888     | Émile Lombard                                         |           |                          |
| mai 1888                                 | mai 1900     | Jules Joseph Renard                                   |           |                          |
| mai 1900                                 | mai 1904     | Émile Lombard                                         |           |                          |
| mai 1904                                 | mai 1919     | Émile Eugène Chabousson                               |           |                          |
| mai 1925                                 | mai 1941     | Charles Émile Renard                                  |           |                          |
| mars 2008                                | mars 2014    | Daniel Baudot                                         |           | Maire des trois communes |
| mars 2014                                | En cours     | Jean-Pierre Chabousson Réélu pour le mandat 2020-2026 |           |                          |
| Les données manquantes sont à compléter. |              |                                                       |           |                          |

## Population et société

### Démographie
L'évolution du nombre d'habitants est connue à travers les recensements de la population effectués dans la commune depuis 1793. Pour les communes de moins de 10 000 habitants, une enquête de recensement portant sur toute la population est réalisée tous les cinq ans, les populations de référence des années intermédiaires étant quant à elles estimées par interpolation ou extrapolation. Pour la commune, le premier recensement exhaustif entrant dans le cadre du nouveau dispositif a été réalisé en 2008.

En 2022, la commune comptait 269 habitants, en évolution de −3,93 % par rapport à 2016 (Meuse : −4,4 %, France hors Mayotte : +2,11 %).
| 1793 | 1800 | 1806 | 1821 | 1831 | 1836 | 1841 | 1846 | 1851 |
| ---- | ---- | ---- | ---- | ---- | ---- | ---- | ---- | ---- |
| 189  | 190  | 229  | 212  | 219  | 242  | 250  | 251  | 246  |

| 1856 | 1861 | 1866 | 1872 | 1876 | 1881 | 1886 | 1891 | 1896 |
| ---- | ---- | ---- | ---- | ---- | ---- | ---- | ---- | ---- |
| 225  | 214  | 216  | 196  | 188  | 190  | 174  | 175  | 153  |

| 1901 | 1906 | 1911 | 1921 | 1926 | 1931 | 1936 | 1946 | 1954 |
| ---- | ---- | ---- | ---- | ---- | ---- | ---- | ---- | ---- |
| 146  | 148  | 129  | 61   | 75   | 77   | 74   | 66   | 88   |

| 1962 | 1968 | 1975 | 1982 | 1990 | 1999 | 2006 | 2008 | 2013 |
| ---- | ---- | ---- | ---- | ---- | ---- | ---- | ---- | ---- |
| 79   | 67   | 200  | 239  | 276  | 248  | 260  | 264  | 281  |

| 2018 | 2022 | - | - | - | - | - | - | - |
| ---- | ---- | - | - | - | - | - | - | - |
| 274  | 269  | - | - | - | - | - | - | - |

## Culture locale et patrimoine

### Lieux et monuments
- L'église Sainte-Marie-Marguerite de Han-sur-Meuse, origine XIe siècle, reconstruite au XVIIIe siècle, rebâtie en 1930.
- L'église Saint-Léonard de Brasseitte, reconstruite en 1930.
- L'église Saint-Martin d'Ailly, reconstruite en 1930.

### Héraldique, logotype et devise
| Blason de Han-sur-Meuse | Blason  | De gueules, à une épée haute d'argent ornée d'or, accompagnée à dextre d'un épi de nard d'or et à senestre d'une gerbe d'or du même au chef ondé cousu d'azur à deux lions affrontés d'or. |
| Blason de Han-sur-Meuse | Détails | Le chef cousu est valable, au vu de sa charge. L'azur du champ avec l'or des lions rappelle que les trois villages de Han sur Meuse, Ailly sur Meuse et Brasseitte étaient situés dans le duché de Bar ; Ailly et Brasseitte dépendaient de la châtellenie des Koeurs, évoquée par le lion d'or sur champ d'azur (les armes des Koeurs étaient : d'azur au lion d'or, à la fasce d'argent brochant sur le tout). L'épée est dite haute lorsque sa pointe est dirigés vers le chef, c'est sa position normale héraldique qui peut ne pas être précisée. Armoiries composées et dessinées par Robert André Louis adoptées par la commune le 18 mars 2016. |